# Нобълсвил
Нобълсвил (на английски: Noblesville, [ˈnoʊ.bl̩zˌvɪl]) е град в Индиана, Съединени американски щати, административен център на окръг Хамилтън. Намира се на 35 km североизточно от Индианаполис. Основан е през 1887 и е наречен на сенатора Джеймс Нобъл или на Лавиния Нобъл, годеница на един от основателите. Населението на града е 61 882 души (по приблизителна оценка за 2017 г.).
В Нобълсвил е роден писателят Рекс Стаут (1896 – 1975).